# Dasumia
Dasumia là một chi nhện trong họ Dysderidae.